# 赤堀站
赤堀站（日语：／ Akahori eki */?）是一個位於三重縣四日市市赤堀二丁目，屬於四日市明日狹軌鐵道內部線的鐵路車站。

## 車站結構
側式月台1面1線的地面車站。月台有效長度為3節長。

## 相鄰車站
四日市明日狹軌鐵道
內部線（包括直通八王子線）
明日狹軌四日市－赤堀－日永